# Orthogenese
Als Orthogenese (auch orthogenetische Evolution oder (Sonderfall) Autogenese) bezeichnet man die Hypothese, wonach das Leben eine innere Tendenz besitzt, sich in eine vorgegebene Richtung zu entwickeln, die von einer internen oder externen treibenden Kraft gesteuert wird. Die Hypothese basiert auf dem Essentialismus, dem Finalismus sowie der kosmischen Teleologie und vermutet einen intrinsischen Antrieb, der die Spezies langsam transformiert. George Gaylord Simpson bezeichnet diesen Mechanismus in einem Angriff auf die Orthogenese 1953 als „die mysteriöse innere Kraft“. Klassische Vertreter der Orthogenese weisen die Theorie der natürlichen Auslese als organisierenden Mechanismus in der Evolution und Theorien der Artbildung für ein geradliniges Modell der geleiteten Evolution, das bestimmte Spezies mit „Wesen“ behandelt, zurück. Der Begriff Orthogenese wurde durch Theodor Eimer populär, obwohl viele Ideen schon viel älter sind (William Bateson 1909).
Viele Quellen vermischen diese heterodoxe Ansicht der Evolution mit einer anderen – dass die Evolution auf ein langfristiges oder ultimatives Ziel ausgerichtet ist. Daraus resultieren Definitionen, die besagen, dass „die Orthogenese behauptet, die Evolution verlaufe in einer unilinearen Weise zu einem perfekten Ziel“. Auch wenn frühe und berühmte Beispiele der Orthogenese tatsächlich diese beiden Vorstellungen vermischten (z. B. Jean-Baptiste de Lamarck) und dass die Ideen sich direkt unter der Oberfläche des Intelligent Design befinden, darf man nicht vergessen, dass es sich um zwei separate Vorstellungen handelt, die vom Mainstream der Wissenschaft abgelehnt werden: Die Idee einer zielorientierten Evolution versteht man besser als eine Form der Teleologie. Den Unterschied erkennt man daran, dass die Orthogenese den Theorien von Ernst Haeckel und R. S. Lull inhärent ist. Beide Wissenschaftler schlugen Mechanismen vor, mit denen die Evolution unilinear verläuft, sahen aber keine Ziele (stattdessen stellten sie pseudowissenschaftliche Vermutungen über unbekannte genetische Prozesse an). Ähnliche Fehler tauchen immer wieder am Rand der Wissenschaft auf (typischerweise in Form von neuen, mysteriösen molekularen Kräften, die angeblich eine phänotypische Evolution in bestimmte Richtungen treiben oder die Entstehung neuer Spezies forcieren).
Auf die Orthogenese folgten im 19. Jahrhundert mehrere evolutionäre Mechanismen, wie der Lamarckismus. Lamarck selbst akzeptierte die Idee, die in seiner Theorie der Vererbung erworbener Charakteristika, die der mysteriösen Kraft der Orthogenese ähnelte, eine zentrale Rolle spielte. Weitere Vertreter der Orthogenese waren Leo Berg, der Philosoph Henri Bergson, sowie vorübergehend auch der Paläontologe Henry Fairfield Osborn. Die Orthogenese wurde vor allem von Paläontologen angenommen, die in ihren Fossilien eine gerichtete Veränderung sahen. Diejenigen, die eine solche Orthogenese akzeptierten, glaubten jedoch nicht unbedingt an einen teleologischen Mechanismus.
Enge Verbindungen bestehen zwischen den Anschauungen der Orthogenese und derjenigen einer Spirituellen Evolution, die von einer evolutionären Stufenleiter des Lebens (Scala Naturae, „Great Chain of Being“) ausgeht, die von unbelebten Elementarteilchen, über Atome, Moleküle, Einzellern, Pflanzen, niederen Tieren, Wirbeltieren und Menschen, bis hin zu einem göttlichen Bewusstsein führt. Im Verlaufe dieser Spirituellen Evolution käme es zu einer stetigen Zunahme von Komplexität, Autonomie und vor allem Bewusstheit. Der Mensch sei daher derzeit die Krone der Schöpfung. Unterschiedliche Varianten einer solchen Spirituellen Evolutionslehre formulierten u. a. Hegel, Friedrich Schelling, Johann Gottlieb Fichte, Teilhard de Chardin, Henri Bergson, Sri Aurobindo und der amerikanische NewAge-Philosoph Ken Wilber. Ähnliche Vorstellungen gibt es auch in neuzeitlichen Spielarten der Philosophia perennis, sowie der Theosophie und der Anthroposophie. Die erwähnten Vertreter und ihre Theorien unterscheiden sich teilweise erheblich in ihrem Grad der Akzeptanz bzw. der Ablehnung neodarwinistischer und anderer naturwissenschaftlicher Ansichten. Beispielsweise ist die Theorie von Erich Jantsch fast völlig naturalistisch und baut auf dem Prinzip der Selbstorganisation auf, während Aurobindo den Reinkarnationsgedanken mit dem Glauben an eine Evolution bis hin zu gottgleichen Übermenschen verbindet.
Die Autogenese ist eine spezielle Version der Orthogenese, die das Konzept einer einmaligen Spontanzeugung (die Hypothese, wonach jede Spezies durch „Urzeugung“ aus unbelebter Materie entstehen kann) enthält.
|                       | Darwinismus | Orthogenese | Lamarckismus |
| --------------------- | --- | --- | --- |
| Mechanismus           | Kurzsichtige natürliche Auslese sortiert zufällige genetische Variation, keine andere Führung und kein Ziel. Ausgewählte Merkmale sind adaptiv, d. h., sie haben einen Wert für das Überleben. | Intrinsische Kraft zur Perfektion; natürliche Auslese unwichtig. Entstandene Charakteristika können vollkommen un-adaptiv sein. | Intrinsische Kraft zur Perfektion und Vererbung erworbener Charakteristika (beides Lamarckische Prinzipien); natürliche Auslese später hinzugefügt.                                                                 |
| gemeinsame Abstammung | Ja, neue Spezies entstehen durch Ereignisse der Artenvielfalt. | Nein, Artenvielfalt abgelehnt oder langfristig als unwichtig angesehen; Abiogenese neuer Spezies führt zu paralleler Evolution. | Abhängig von der zitierten Quelle. Anzeichen dafür, dass Arten einen gemeinsamen Vorfahren besitzen wurden bereits vor Darwin entdeckt, aber in Abwesenheit eines Mechanismus verwarfen einige immer noch die Idee. |
| Status                | In modernisierter Form als Neodarwinismus erhalten. | Widerlegt durch Darwins Origin of Species und den Neodarwinismus.                                                               | Verfall nach Origin of Species, obwohl der Mechanismus erst durch den Neodarwinismus widerlegt wurde. |

## Zerfall der Hypothese
Die Hypothese der Orthogenese begann zu zerfallen, als klar wurde, dass sie die Muster, die die Paläontologen in den nicht-linearen Fossilien mit vielen Komplikationen fanden, nicht erklären konnte. Sie wurde allgemein verworfen, als man keinen Mechanismus für diesen Prozess finden konnte, und die Evolutionstheorie der natürlichen Auslese wurde zum Standard. Die synthetische Evolutionstheorie (Neodarwinismus), in der die genetischen Mechanismen entdeckt wurden, verdrängte die Hypothese endgültig. Je mehr man über die Mechanismen erfuhr, desto offensichtlicher wurde es, dass es keine mögliche naturalistische Erklärung gab, in der die neu entdeckte Vererbung weitsichtig sein oder ein Gedächtnis für vergangene Trends haben könnte.
Die Orthogenese starb jedoch langsam. Sogar Darwin war dieser Denkweise anfangs nicht abgeneigt, wie das folgende Zitat aus der Encyclopædia Britannica von 1911 zeigt:

„Darwin und seine Generation waren deutlich inspiriert von der Butler'schen Tradition und betrachteten die organische Welt als ein Wunder der Anpassung, der engen Verzahnung von Struktur, Funktion und Umgebung. Darwin war sicherlich beeindruckt von der Ansicht, dass natürliche Auslese und Variation zusammen einen Mechanismus bilden, dessen zentrales Produkt die Adaption ist. Von Butlers Seite kam auch der größte Widerstand gegen den Darwinismus. Wie ist es möglich, so fragte man, dass zufällige Variationen das Material für die präzisen und ausgewogenen Adaptionen liefern, die die ganze Natur offenbart? Auslese kann nicht das Material schaffen, mit dem sie handelt; die Anfänge neuer Organe, die ersten Stufen neuer Funktionen können nicht als nützlich angesehen werden. Außerdem wiesen viele Naturforscher, vor allem die mit Paläontologie beschäftigten, auf die Existenz orthogenetische Reihen und langer Abstammungslinien hin, die keine sporadische Differenzierung in jeder Richtung, aber offensichtlich einen beständigen und fortschrittlichen Marsch in eine Richtung.

Edward Drinker Cope lieferte eine solche Argumentationskette auf sehr überzeugende Weise; der Verlauf der Evolution, sowohl in der Schaffung von Variation als auch ihrer Auslese, implizierte seiner Meinung nach die Existenz einer ursprünglichen, bewussten und gerichteten Kraft, für die er den Begriff Bathmismus (griechisch βαθμ, ein Schritt oder Anfang) prägte. Andererseits hat die Ablehnung mystischer Interpretationen natürlicher Tatsachen viele fähige Naturforscher ins andere Extreme getrieben und sie veranlasst, auf der Allmächtigkeit der natürlichen Auslese und der vollständigen Bedeutungslosigkeit der Variation zu bestehen. Der offensichtliche Konflikt zwischen den widersprüchlichen Schulen ist akuter, als es die Fakten erlauben … Es gibt keine Verbindung zwischen der Erscheinung der Variation und deren Gebrauch … es ist purer Zufall, wenn sich eine bestimmte Variation als nützlich erweist. Aber es gibt mehrere Richtungen, in denen das Feld der Variation nicht nur beschränkt, sondern auf eine bestimmte Richtung festgelegt zu sein scheint. Offensichtlich sind die Variationen abhängig von der Verfassung des Organismus; eine Modifikation, sei sie groß oder klein, ist eine Veränderung einer bereits definiten und beschränkten Struktur … Eine kontinuierliche Umgebung scheint sowohl aus der Sicht der Produktion als auch der Auslese der Variation notwendigerweise in einer Reihe mit dem Auftauchen der Orthogenese zu resultieren. Die vergangene Geschichte der organischen Welt zeigt viele erfolgreiche Reihen und diese müssen, da sie überlebt haben, unweigerlich zu einem gewissen Maße die Orthogenese repräsentieren; aber sie zeigen auch viele Fehlschläge, die als Beweis dafür dienen können, dass die Organismen wegen der Beschränkung der Variation die Möglichkeit einer erfolgreichen Antwort auf eine neue Umgebung verloren haben.“

Einige hielten bis in die 50er Jahre an der Orthogenese fest, indem sie die Prozesse der Makroevolution (langfristige Trends) von denen der Mikroevolution (genetische Variation und natürliche Auslese) unterschieden, die zu dieser Zeit bekannt waren und nicht orthogenetisch funktionieren konnten. Teilhard de Chardin, ein jesuitischer Paläontologe, vertritt in Le Phénomène Humain (1959), das großen Einfluss unter Nicht-Wissenschaftlern hatte, die Auffassung, dass die Evolution auf einen „Omega-Punkt“ ziele, während der Mensch im Zentrum des Universums stehe und für die Erbsünde verantwortlich sei (Dennett 1995, von Kitzing 1998).
Die Zurückweisung der Orthogenese hatte einige Konsequenzen für die Philosophie, da sie die Vorstellung von der Teleologie, wie sie zuerst von Aristoteles postuliert und von Immanuel Kant, der großen Einfluss auf viele Wissenschaftler hatte, aufgegriffen worden war, ablehnte. Vor der wissenschaftlichen und philosophischen Revolution, die mit Darwins Ideen begann, herrschte die Vorstellung, dass die Welt teleologisch und zweckmäßig und die Wissenschaft die Studie von der Schöpfung Gottes sei. Die Ablehnung dieser Konzepte führte zu einer veränderten Wahrnehmung der Wissenschaft(ler).

## Moderner Gebrauch
Auch wenn die teleologische lineare Evolution abgelehnt wurde, ist es nicht so, dass die Evolution niemals linear verläuft. Sie verstärkt Charakteristika in bestimmten Zeitlinien, zum Beispiel in einer Periode einer langsamen, nachhaltigen Veränderung der Umgebung, aber solche Beispiel sind mit der modernen neodarwinistischen Evolutionstheorie vollkommen kompatibel. Sie wurden manchmal als orthogenetisch bezeichnet (z. B. von Jacobs 1995), sind es aber genau genommen nicht, sondern erscheinen einfach als lineare konstante Veränderungen auf Grund von umweltbedingten oder molekularen Beschränkungen bezüglich der Richtung der Veränderung.